# Jindřich Evžen Francouzský
Jindřich Evžen Francouzský (Jindřich Evžen Filip Ludvík; 16. ledna 1822, Paříž – 7. května 1897, Zucco) byl vůdce orléanistů, politické frakce ve Francii 19. století, spojené s konstituční monarchií. Užíval titul vévoda z Aumale.

## Původ a mládí

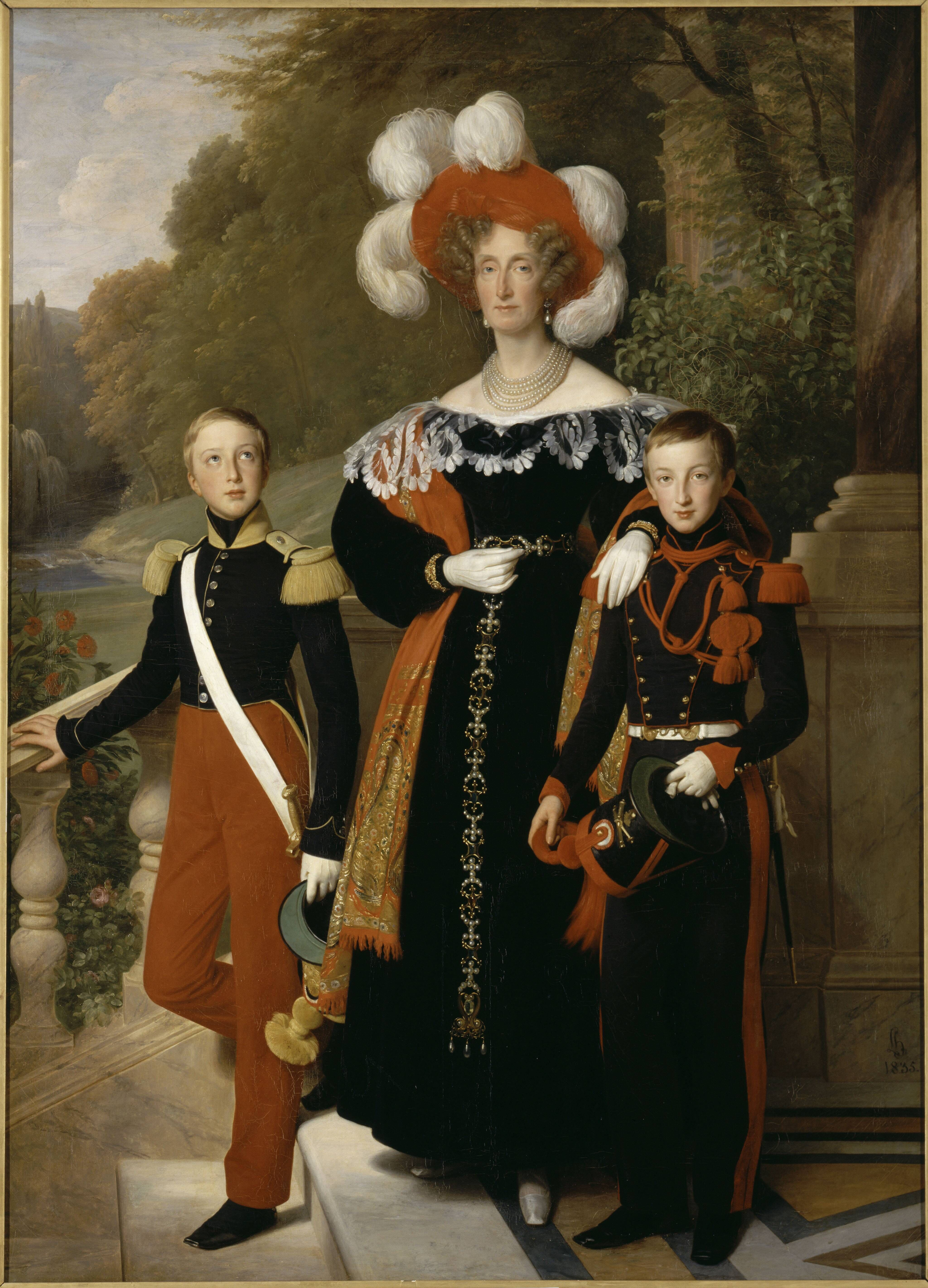
Jindřich (vlevo) se svým bratrem Antonínem a matkou Marií Amálií Neapolsko-Sicilskou.

Jindřich se narodil v Palais Royal v Paříži jako pátý syn krále Ludvíka Filipa a jeho manželky Marie Amálie Neapolsko-Sicilské. Rodiče jej vychovávali velmi jednoduše, vzdělával se na koleji Jindřicha IV.
V osmi letech zdědil bohatství ve výši 66 milionů livrů, statky a jmění svého kmotra Ludvíka Jindřicha, posledního prince z Condé. Také zdědil známý zámek Chantilly a panství Saint-Leu, Taverny, Enghien, Montmorency a Mortefontaine. Také získal zámek Écouen. V sedmnácti letech vstoupil do armády s hodností kapitána pěchoty.

## Manželství a potomci
25. listopadu 1844 se dvaadvacetiletý Jindřich v Neapoli oženil se svou stejně starou sestřenicí, princeznou Marií Karolínou Neapolsko-Sicilskou, dcerou prince Leopolda ze Salerna a arcivévodkyně Marie Klementiny Habsbursko-Lotrinské. Pár měl osm dětí, z nichž se však pouze dva synové dožili dospělosti, ale ani jeden neměl potomky:
- Ludvík Orleánský, kníže z Condé (15. listopadu 1845 – 24. května 1866), svobodný a bezdětný
- Jindřich Leopold Filip Marie Orleánský, vévoda z Guise (11. září 1847 – 10. října 1847)
- Dcera (*/† 16. srpna 1850)
- František Pavel Orleánský, vévoda z Guise (11. ledna 1852 – 15. dubna 1852)
- František Ludvík Filip Marie Orleánský, vévoda z Guise (5. ledna 1854 – 25. července 1872), svobodný a bezdětný
- Syn (*/† květen 1857)
- Syn (*/† 15. června 1861)
- Syn (*/† červen 1864)

## Vojenství
Jindřich se vyznamenal při francouzské invazi do Alžírska, v roce 1847 se stal generálporučíkem a byl jmenován generálním guvernérem Alžírska; tuto pozici držel od 27. září 1847 do 24. února 1848.
V této funkci v prosinci 1847 obdržel kapitulaci emíra Abd al-Kádira. Po revoluci v únoru 1848 odešel do Anglie a věnoval se historickým a vojenským studiím. V roce 1861 reagoval na násilné útoky Napoleona III. na rod Orleáns Dopisem o historii Francie.
Po vypuknutí prusko-francouzské války se dobrovolně přihlásil do služby ve francouzské armádě, ale byl odmítnut. Jako zvolený zástupce departmentu Oise se vrátil do Francie a podařilo se mu získat křeslo po hraběti z Montalembertu ve francouzské akademii. V březnu 1872 obnovil své místo v armádě jako divizní generál a v roce 1873 předsedal válečnému soudu, který odsoudil maršála Bazaina k trestu smrti.
V té době byl Jindřich jmenován velitelem VII. armádního sboru v Besançonu, odešel z politického života a v roce 1879 se stal inspektorem armády. Zákon přijatý v roce 1883 zbavil všechny členy rodin, které vládly ve Francii, jejich vojenských hodností. V důsledku toho byl Jindřich zařazen na seznam nezaměstnaných.
Následně, v roce 1886, byl vyhlášen další zákon, který vyhnal z francouzského území hlavy bývalých vládnoucích rodin a stanovil, že od nynějška by měli být všichni členové těchto rodin diskvalifikováni za jakékoli veřejné postavení nebo funkci a volby do jakéhokoli veřejného orgánu. Jindřich energicky protestoval a byl vyhoštěn.

## Bibliofil

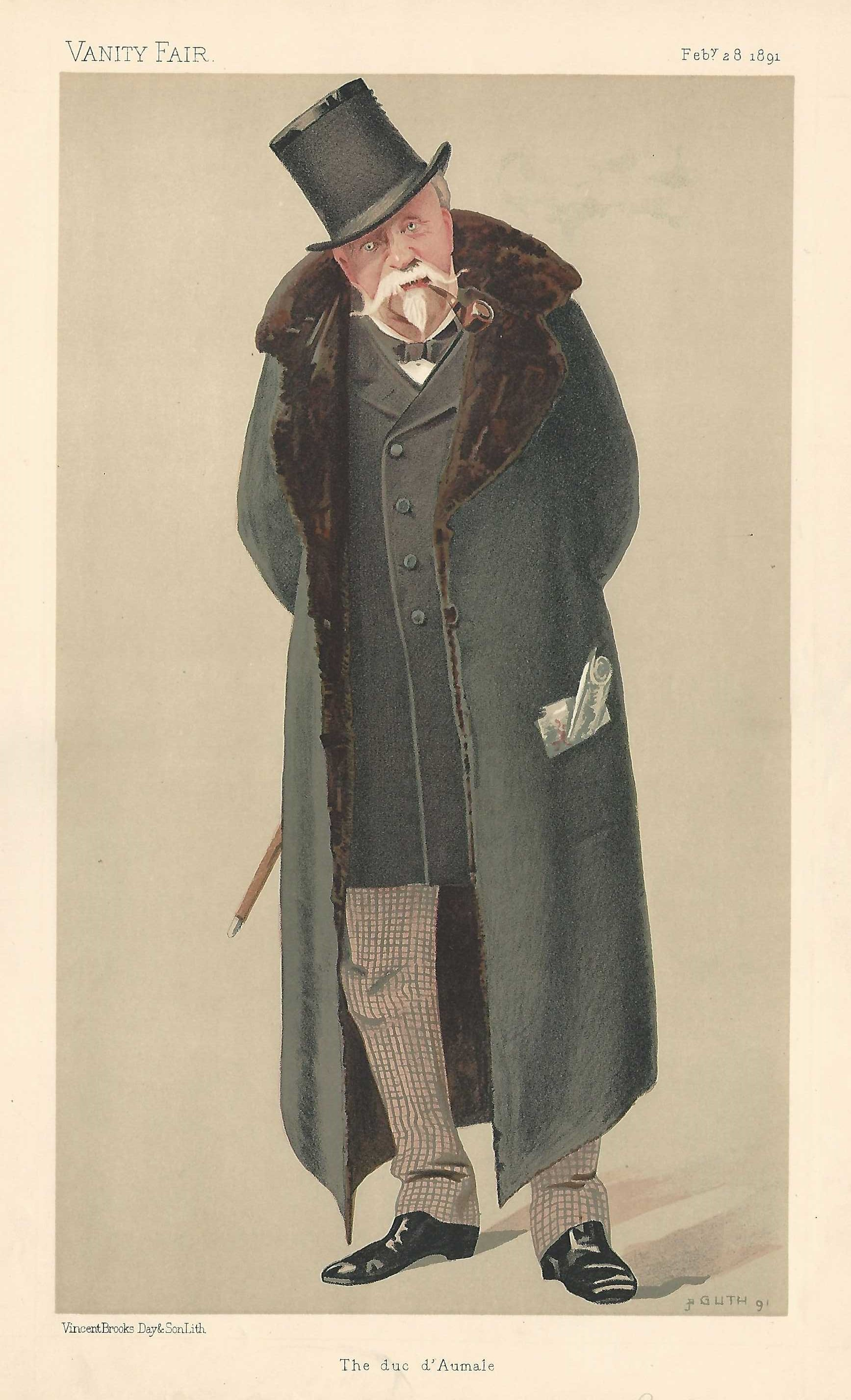
Vévoda z Aumale v posledních letech svého života, portrét od Jeana Baptisty Gztha ve Vanity Fair, 1891

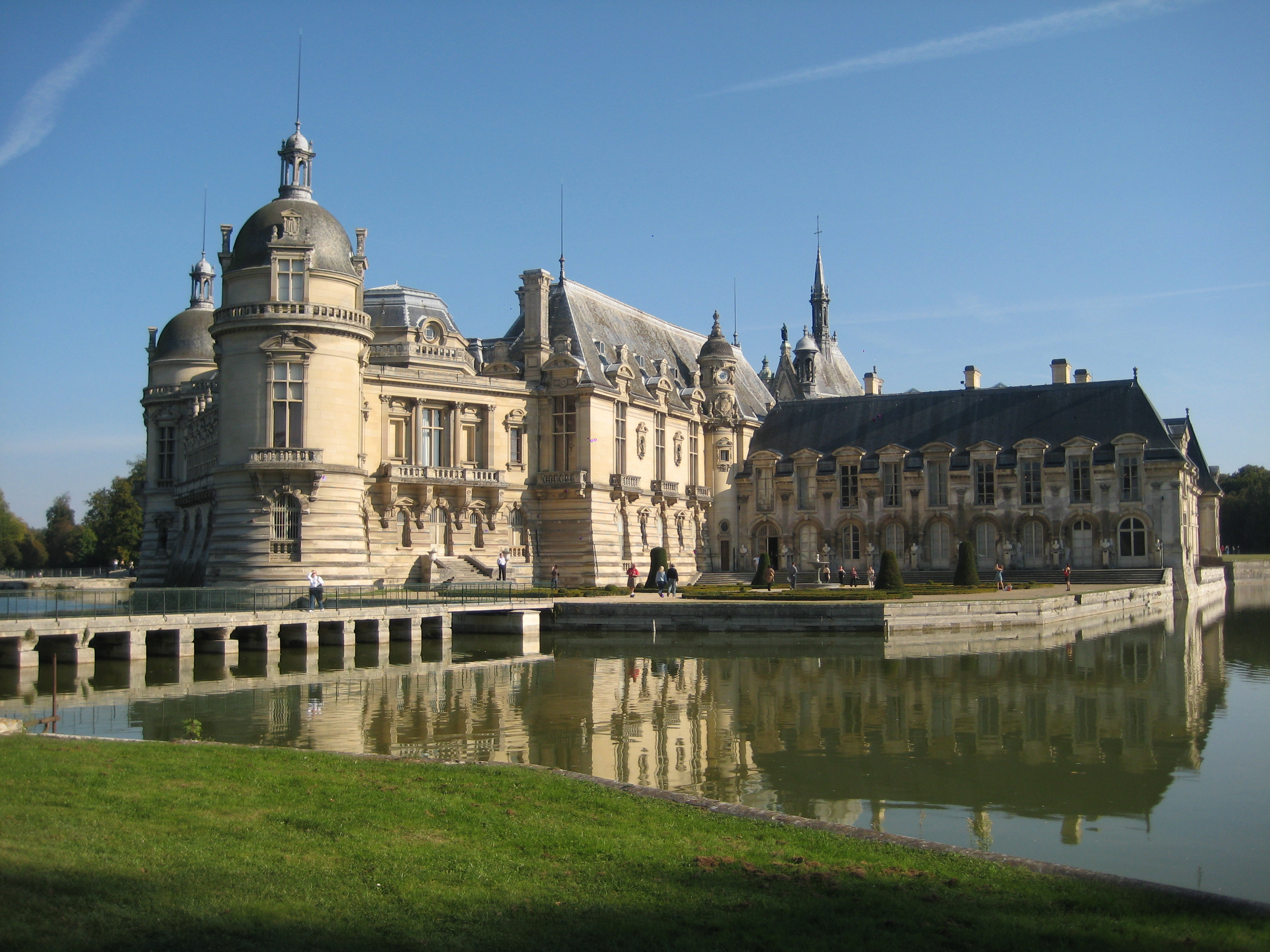
Zámek Chantilly

Jindřich byl významný sběratel starých knih a rukopisů a vlastnil středověké Přebohaté hodinky vévody z Berry.

## Úmrtí
Po požáru v Bazar de la Charité chtěl Jindřich poslat kondolence rodinám obětí, po napsání 20 dopisů však utrpěl zástavu srdce a zemřel. Ve své vůli z 3. června 1884 odkázal již bezdětný vévoda bez vnoučat své statky v Chantilly francouzskému institutu, včetně zámku Chantilly. Tato velkorysost vedla k tomu, že vláda stáhla svůj dekret o vyhnanství a vévoda se vrátil v roce 1889 do Francie.
Jindřich Orleánský, vévoda z Aumale, zemřel 7. května 1897 ve věku 75 let v Lo Zucco na Sicílii a byl pohřben v orleánské kapli v Dreux.

## Vývod z předků
|                            |                                     |  |                    |                                             |  |  |  |  |  |  |  | Ludvík I. Orleánský |
|                            |                                     |  |                    |                                             |  |  |  |  |  |  |  |                     |
|                            | Ludvík Filip I. Orleánský           |  |                    |                                             |  |  |  |  |  |  |  |                     |
|                            |                                     |  |                    |                                             |  |  |  |  |  |  |  |                     |
|                            |                                     |  |                    | Augusta Bádenská                            |  |  |  |  |  |  |  |                     |
|                            |                                     |  |                    |                                             |  |  |  |  |  |  |  |                     |
|                            | Ludvík Filip II. Orleánský          |  |                    |                                             |  |  |  |  |  |  |  |                     |
|                            |                                     |  |                    |                                             |  |  |  |  |  |  |  |                     |
|                            |                                     |  |                    | Ludvík Armand II. Bourbonský                |  |  |  |  |  |  |  |                     |
|                            |                                     |  |                    |                                             |  |  |  |  |  |  |  |                     |
|                            | Luisa Henrietta Bourbonská          |  |                    |                                             |  |  |  |  |  |  |  |                     |
|                            |                                     |  |                    |                                             |  |  |  |  |  |  |  |                     |
|                            |                                     |  |                    | Luisa Alžběta Bourbonská                    |  |  |  |  |  |  |  |                     |
|                            |                                     |  |                    |                                             |  |  |  |  |  |  |  |                     |
|                            | Ludvík Filip                        |  |                    |                                             |  |  |  |  |  |  |  |                     |
|                            |                                     |  |                    |                                             |  |  |  |  |  |  |  |                     |
|                            |                                     |  |                    | Ludvík Alexandr Bourbon, hrabě z Toulouse   |  |  |  |  |  |  |  |                     |
|                            |                                     |  |                    |                                             |  |  |  |  |  |  |  |                     |
|                            | Ludvík Jan Maria Bourbonský         |  |                    |                                             |  |  |  |  |  |  |  |                     |
|                            |                                     |  |                    |                                             |  |  |  |  |  |  |  |                     |
|                            |                                     |  |                    | Marie Viktorie de Noailles                  |  |  |  |  |  |  |  |                     |
|                            |                                     |  |                    |                                             |  |  |  |  |  |  |  |                     |
|                            | Luisa Marie Adelaida Bourbonská     |  |                    |                                             |  |  |  |  |  |  |  |                     |
|                            |                                     |  |                    |                                             |  |  |  |  |  |  |  |                     |
|                            |                                     |  |                    | František III. d'Este                       |  |  |  |  |  |  |  |                     |
|                            |                                     |  |                    |                                             |  |  |  |  |  |  |  |                     |
|                            | Marie Tereza Felicitas d'Este       |  |                    |                                             |  |  |  |  |  |  |  |                     |
|                            |                                     |  |                    |                                             |  |  |  |  |  |  |  |                     |
|                            |                                     |  |                    | Šarlota Aglaé Orleánská                     |  |  |  |  |  |  |  |                     |
|                            |                                     |  |                    |                                             |  |  |  |  |  |  |  |                     |
| Jindřich Evžen Francouzský |                                     |  |                    |                                             |  |  |  |  |  |  |  |                     |
|                            |                                     |  |                    |                                             |  |  |  |  |  |  |  |                     |
|                            |                                     |  | Filip V. Španělský |                                             |  |  |  |  |  |  |  |                     |
|                            |                                     |  |                    |                                             |  |  |  |  |  |  |  |                     |
|                            | Karel III. Španělský                |  |                    |                                             |  |  |  |  |  |  |  |                     |
|                            |                                     |  |                    |                                             |  |  |  |  |  |  |  |                     |
|                            |                                     |  |                    | Alžběta Parmská                             |  |  |  |  |  |  |  |                     |
|                            |                                     |  |                    |                                             |  |  |  |  |  |  |  |                     |
|                            | Ferdinand I. Neapolsko-Sicilský     |  |                    |                                             |  |  |  |  |  |  |  |                     |
|                            |                                     |  |                    |                                             |  |  |  |  |  |  |  |                     |
|                            |                                     |  |                    | August III. Polský                          |  |  |  |  |  |  |  |                     |
|                            |                                     |  |                    |                                             |  |  |  |  |  |  |  |                     |
|                            | Marie Amálie Saská                  |  |                    |                                             |  |  |  |  |  |  |  |                     |
|                            |                                     |  |                    |                                             |  |  |  |  |  |  |  |                     |
|                            |                                     |  |                    | Marie Josefa Habsburská                     |  |  |  |  |  |  |  |                     |
|                            |                                     |  |                    |                                             |  |  |  |  |  |  |  |                     |
|                            | Marie Amálie Neapolsko-Sicilská     |  |                    |                                             |  |  |  |  |  |  |  |                     |
|                            |                                     |  |                    |                                             |  |  |  |  |  |  |  |                     |
|                            |                                     |  |                    | Leopold Josef Lotrinský                     |  |  |  |  |  |  |  |                     |
|                            |                                     |  |                    |                                             |  |  |  |  |  |  |  |                     |
|                            | František I. Štěpán Lotrinský       |  |                    |                                             |  |  |  |  |  |  |  |                     |
|                            |                                     |  |                    |                                             |  |  |  |  |  |  |  |                     |
|                            |                                     |  |                    | Alžběta Charlotta Orleánská                 |  |  |  |  |  |  |  |                     |
|                            |                                     |  |                    |                                             |  |  |  |  |  |  |  |                     |
|                            | Marie Karolína Habsbursko-Lotrinská |  |                    |                                             |  |  |  |  |  |  |  |                     |
|                            |                                     |  |                    |                                             |  |  |  |  |  |  |  |                     |
|                            |                                     |  |                    | Karel VI.                                   |  |  |  |  |  |  |  |                     |
|                            |                                     |  |                    |                                             |  |  |  |  |  |  |  |                     |
|                            | Marie Terezie                       |  |                    |                                             |  |  |  |  |  |  |  |                     |
|                            |                                     |  |                    |                                             |  |  |  |  |  |  |  |                     |
|                            |                                     |  |                    | Alžběta Kristýna Brunšvicko-Wolfenbüttelská |  |  |  |  |  |  |  |                     |
|                            |                                     |  |                    |                                             |  |  |  |  |  |  |  |                     |